# Cryptapseudes
Cryptapseudes är ett släkte av kräftdjur. Cryptapseudes ingår i familjen Metapseudidae.
Kladogram enligt Catalogue of Life:
| Cryptapseudes | \| \| Cryptapseudes acutifrons \| \| \| \| \| \| Cryptapseudes sankarankuttyi \| \| \| \| |
|               | \| \| Cryptapseudes acutifrons \| \| \| \| \| \| Cryptapseudes sankarankuttyi \| \| \| \| |
|               | Apseudomorpha                                                                             |
|               |                                                                                           |
|               | Calozodion                                                                                |
|               |                                                                                           |
|               | Curtipleon                                                                                |
|               |                                                                                           |
|               | Cyclopoapseudes                                                                           |
|               |                                                                                           |
|               | Metapseudes                                                                               |
|               |                                                                                           |
|               | Synapseudes                                                                               |
|               |                                                                                           |
|               | Cryptapseudes acutifrons                                                                  |
|               |                                                                                           |
|               | Cryptapseudes sankarankuttyi                                                              |
|               |                                                                                           |

|  | Cryptapseudes acutifrons     |
|  |                              |
|  | Cryptapseudes sankarankuttyi |
|  |                              |